# Leptodactylus pentadactylus
Leptodactylus pentadactylus är en groddjursart som först beskrevs av Laurenti 1768.  Leptodactylus pentadactylus ingår i släktet Leptodactylus och familjen tandpaddor. IUCN kategoriserar arten globalt som livskraftig. Inga underarter finns listade i Catalogue of Life.